# Acis és Galatea
Az Acis és Galatea (HWV 49) Georg Friedrich Händel operája. Angol nyelvű szövegkönyvét John Gay írta. A darabról különböző átiratok készültek, mint szerenád, masque (=”álarcos játék”), pásztori dalmű vagy pasztorál-opera, „kisopera” (ezt a megnevezést adta a zeneszerző, miközben írta a darabot), szórakoztató muzsika és ahogyan a New Grove Dictionary of Music könyvben megjelenik, mint oratórium.
A mű eredetileg egyfelvonásos masque-ként keletkezett, melynek premierje 1718-ban volt. Handel később átdolgozta a művet egy háromfelvonásos szerenáddá az olasz opera társulatának 1732-ben Londonban, ami egyesített számos dalt/áriát (még mindig olaszul) az Acis, Galatea és Polifermo-ból, ugyanezen történet 1708-as feldolgozásából, más zenére. A zeneszerző pár évvel ezután, 1739-ben átdolgozta az eredeti angol változatot egy kétfelvonásos darabbá.
Acis és Galatea volt a pasztorális operák gyöngyszeme Angliában. Csakugyan, számos író, ahogyan a zenetörténész Stanley Sadie is, a legnagyszerűbb pasztorál-operának könyvelik el, amelyet valaha megalkottak. Mint a műfaj sajátosa, Acis és Galatea előkelő, szórakoztató muzsikaként volt komponálva, amely a vidéki élet egyszerűségéről szól és számos olyan elemet tartalmaz, amelyek jelentősen utalnak a szellemesség és jóérzésű paródia nyomaira. A mellékszereplők, Polyphemus és Damon, jelentős mennyiségű humort nyújtanak nem csökkentve a főszereplők, Acis és Galatea tragédiájának pátoszát. Az első felvonás zenéje egyaránt ízléses és érzéki, míg az utolsó felvonás egy sokkal melankolikusabb, szomorúbb hangulatot ölt magára. Az operára lényeges befolyást gyakoroltak a Theatre Royal, Drury Lane-ben bemutatott pasztorál-operák a korai 18. században. Reinhard Keiser és Henry Purcell is befolyást gyakoroltak, de összességében a mű elgondolása és kivitelezése is teljes egészében Handel munkájának tudható be.
Acis és Galatea messze Handel legnépszerűbb alkotásai közé tartozik és az ő egyetlen színpadi műve soha nem hagyta el az operák repertoárját. Az operából számos átirat készült az ősbemutató után. Ezek közül jelentős Wolfgang Amadeus Mozart átdolgozása, amely 1788-ban készült.

## A mű keletkezése

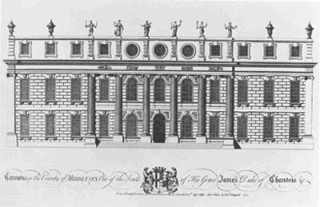
Ágyúk Háza, Middlesex

Handel az Acis és Galatea első változatát 1717 és 1718 között komponálta, amíg Cannons-ben élt  (James Brydges, Chandos első hercegének kastélyában). Handel első angol nyelvű drámai műve volt és egyértelműen Johann Ernst Galliard és Johann Christoph Pepusch pasztorális operáinak befolyására keletkezett, akik közül utóbb említett Handellel dolgozott Cannons-ben. A mű John Gay szövegkönyvére készült, amely Ovid’s Metamorphoses művén alapul (lásd Acis és Galatea mítosza ), és ebben találunk némi bizonytalanságot, miszerint kérdéses, hogy ő volt-e a szöveg egyetlen szerzője. Az írás szerkezete jelzi, hogy John Gay eredeti szövegében csak három szereplő állt, a többi szereplő csak később lett hozzáadva valószínűleg John Hughes vagy Alexander Pope által, kiknek írásaik már a kész szöveghez kapcsolódtak.  A szövegkönyv is szabadon kölcsönzött volt John Dryden angol fordításából, amelyet 1717-ben publikáltak, The Story of Acis, Polyphemus and Galatea.

## A mű színpadra állítása
Acis és Galatea első bemutatójára 1717 nyarán került sor Cannons-ben megőrizve a helyi hagyományokat, ugyanis az előadás kint, a kertre néző teraszokon zajlott. Ebben az időszakban Cannons kertjei alaposan “korszerűsítve” lettek szökőkutakkal, amelyek magukba foglaltak egy hatásos jet d’eau-t, szóval a tény, hogy erre a műre esett a választás ebben az időben kiváltképpen megfelelő a körülményeket tekintve, hiszen a díszlet megkövetel egy kutat.
Nem teljesen tiszta, hogy az eredeti változat teljesen színpadra szánt, csak félig, vagy kisebb koncertekre szánt darab. Az eredeti Cannons verzió csupán öt énekest foglalt magába – egy szopránt, három tenort és egy basszust – akik nem csak a főszerepeket alakították, hanem a kórust is helyettesítették. Ebben a változatban szerepelt Coridon személye is, amelyet azután töröltek a későbbi átdolgozásokból. Eltekintve az "As when the dove" áriától, amely egy átdolgozás az  "Amo Tirsi"-nek, Handel Clori, Tirsi e Fileno kantátájából, az egész zenemű eredeti, kizárólag erre a célra íródott. Talán a legismertebb áriák ebből a műből a basszus szóló "I rage, I melt, I burn" és a tenor "Love in her eyes sits playing" áriája. Az első változat zenekari része egy minimum hét személyes zenekarra volt hangszerelve (basso continuo, vonósok, oboák furulyákkal duplázva, mégis lehetséges, hogy a hegedűk voltak duplázva kalapács-hangszín elérése érdekében, és néhány korai másolat, amely a fagott használatára utal). Az opera először 1722-ben volt közzétéve és nagy érdekeltséget tudhatott magának számos amatőr átdolgozás által Angliából, a korábbi 1719-es évből.
Az opera professzionális szinten nem éledt újra 1731 előtt, amikor egy átdolgozást előadtak Londonban Handel részvétele nélkül. A következő évben a mű egy színpadi változata előadásra került  Thomas Arne és John Frederick Lampe által a Little Theatre-ben, Haymarketben. A főszerepben Thomas Mountier alakította Acist és Susannah Maria Cibber, mint Galatea lépett színpadra. Arne úgy reklámozta az előadást, mint  "with all the Grand Chorus’s, Scenes, Machines, and other Decorations; being the first Time it ever was performed in a Theatrical Way’."
A Little Theatre előadása hatalmas sikert aratott és Handel, némileg bosszús volt, hogy mellesleg Arne által vált sikeressé a műve, megtorlásként átírta a darabot egy háromfelvonásos szerenáddá. Ez a módosított változat jelentős mennyiségű zenét egyesített az Aci, Galatea e Polifemo kantátájából (1708), ahogyan más zenék is további olasz kantátákból és az olasz operáiból.  Az "Un sospiretto" és "Come la rondinella" áriák a Clori, Tirsi e Fileno kantátájából lettek átdolgozva. A módosított változat 1732-ben került megrendezésre és előadásra az olasz opera által Londonban és, Handelnek megfelelvén magába foglalt “egy nagyszerű szám a legjobb hangokból és hangszerekből”. A darabot plakátokon reklámozták, mondván: “Nem csupán cselekmény és színpad lesz ott, de a látvány képviselni fogja, festői magatartás, vidéki tájékoztató, sziklákkal, ligetekkel, szökőkutakkal és barlangokkal; közötte hajlandó lesz a pásztorok és nimfák kórusa, szokások és minden más díszlet, amely a témának megfelel”. A siker ellenére, a háromfelvonásos átdolgozás nem volt az a “jól befogadott”, mint Arne előadása, a stílusok és nyelvek keveredése a művet különösképpen, mondhatni furcsán kidolgozottá tette. Handel folytatta a változtatások beiktatását az 1732-es változatba a mű sikeressége érdekében.
Az eredeti angol változattal is adott még előadásokat, átírva ezt 1739-ben kétfelvonásos formába. A kétfelvonásos angol változat képezi az alapváltozatát a műnek, amelyet napjainkban is gyakran színpadra visznek. A mű Handel messzemenőleg legjátszottabb darabjává vált életében és számos átiratot eredményezett mindenhol a 18., 19., 20. és 21. századokban. 1778-ban Wolfgang Amadeus Mozart áthangszerelte a művet akkori támogatójának, Baron Gottfried van Swietennek. 2014-ben a City Wall Productions újjáélesztette az operát a Festival of Chichester-re.
James Ivory 1989-es filmjében, a Slaves of New York-ban hallható egy kivonat a Newport Classic 1986-os felvételéből, John Ostendorffal.

## Szereplők

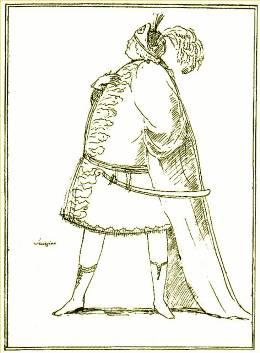
Karikatúrája Senesinoról, aki Acis szerepét énekelte, az 1732 előadásokon.

A szereplők 1718-as változata ismert.
| Szerep     | Hang típus     | Felülvizsgált verzió, június 10-1732          |
| ---------- | -------------- | --------------------------------------------- |
| Galatea    | szoprán        | Anna Maria Strada del Pò                      |
| Acis       | alto kasztrált | Francesco Bernardi, az úgynevezett "Senesino" |
| Polyphemus | basszus        | Antonio Montagnana                            |
| Cloris     | szoprán        | Ann Robinson Turner                           |
| Eurilla    | szoprán        | Mrs Davis                                     |
| Filli      | alt            | Anna Bagnolesi                                |
| Dorinda    | alt            | Francesca Bertolli                            |
| Silvio     | tenor          | Giovanni Battista Pinacci                     |

## Cselekmény
Mivel az Acis és Galatea számtalanszor volt már előadva, lehetetlen lenne egyetlen cselekményt követni, amely a darab összes bemutatását jellemzné. Általában a kétfelvonásos cselekmény jelenik meg a modern feldolgozásokban.

### Első felvonás
A pásztorok és nimfák gyönyörködnek a mezőkben. Galatea, a félig halhatatlan nimfa, szerelmes Acis-ba, a pásztorfiúba. A lány el akarja űzni a madarakat, akik lángra lobbantják szerelmét Acis iránt (Recit."Ye verdant plains" &  Aria "Hush, ye pretty warbling quire!").  Egy közeli barátja, Damon pásztor, közvetítőként lép fel a pár között. Egy szép szicíliai stílusú szerenádot énekel: "Love in her eyes sits playing" első találkozásukkor. A felvonás az ifjú pár duettjével végződik "Happy we", amely egy kórustól hangzik el (kivéve az eredeti Cannons verziót).

### Második felvonás

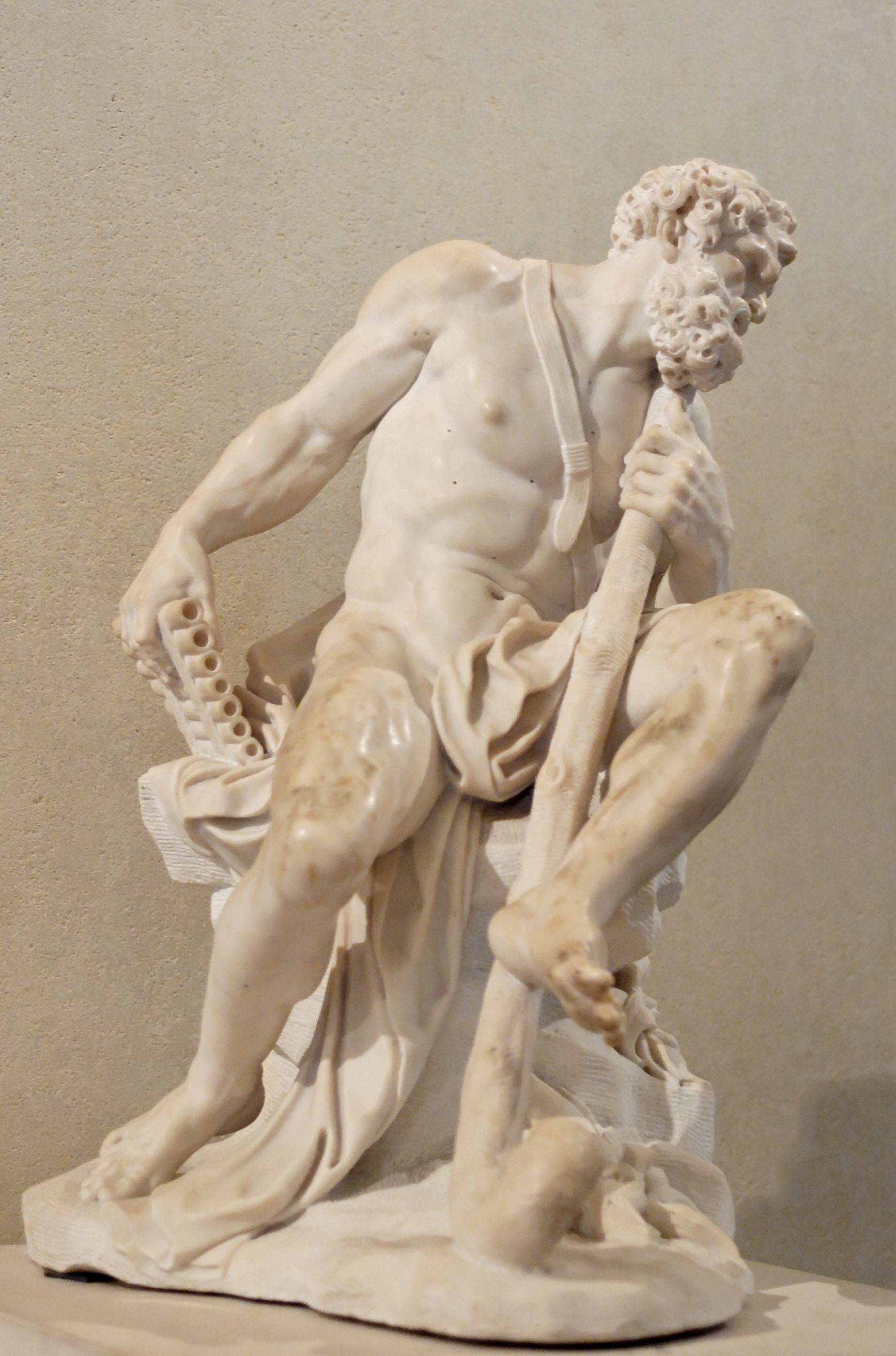
Polyphemus,by Van Cleve, Louvre

Az opera melankolikus hangneme erőteljesen dinamikussá válik, amint a kórus az ifjú párt a rettenetes óriás, Polyphemus közeledtére figyelmezteti, énekelve "no joy shall last". A kórus fúgaszerű moll hangnemű éneke és a zenekar ritmikus kísérete az óriás lépéseit sejteti, ezzel adva drámai hatást a második felvonásnak. Féltékeny énekével lép a színre Polyphemus: "I rage, I melt, I burn" énekbeszéd stílusban (recitativo). Ezt követi az ő áriája: "O ruddier than the cherry", ellenpontban a sopranino furulyával. Erőszakkal fenyegetőzik, majd megnyugvást talál a pártatlan pásztor, Coridon szavaiban (“Szeretnél a csendes lény lenni”). Eközben Acis figyelmen kívül hagyja Damon intelmét a szerelem elenyésző létéről (“Gondolkodj, okos pásztor!”) és eltökélt ellenállásban nyilvánul meg (“A szerelem cseng”). Acis és Galatea örök hűséget fogadnak egymásnak, amely egy duettként kezdődik (“A nyáj elhagyja a hegyeket”), de végül trióként végződik, amikor Polyphemus belép és dühében meggyilkolja Acist.  Galatea a kórussal együtt gyászénekbe kezd ("Must I my Acis still bemoan"). A kórus halhatatlanságára emlékezteti és arra, hogy hatalmával Acis testét egy gyönyörű szökőkúttá változtathatja. Az opera Galatea lassú (larghetto) áriájával zárul, amikor halhatatlan hatalmával Acis testét örökkévalóvá teszi a kórus ünneplő kíséretében.

## Felvételek
| Év   | Szerepek (Acis, Galatea, Damon, Polyphemus)                            | Karmester, Együttes, és kották | Felirat                                                        |
| ---- | ---------------------------------------------------------------------- | --- | -------------------------------------------------------------- |
| 1959 | Peter Pears, Joan Sutherland, David Galliver, Owen Brannigan           | Sir Adrian Boult Saint Anthony Singers, Philomusica of London                                                                                    | Decca/London                                                   |
| 1978 | Robert Tear, Jill Gomez, Philip Langridge, Benjamin Luxon              | Sir Neville Marriner Academy & Chorus of St Martin in the Fields                                                                                 | Decca                                                          |
| 1978 | Anthony Rolfe Johnson, Norma Burrowes, Martyn Hill, Willard White      | John Eliot Gardiner The English Baroque Soloists (Cannons Version, 1718)                                                                         | Audio CD: DG Archiv Cat: 423406                                |
| 1990 | John Mark Ainsley, Claron McFadden, Rogers Covey-Crump, Michael George | Robert King The King's Consort with Robert Harre-Jones, alto                                                                                     | Audio CD: Hyperion Cat: CDA 66361/2                            |
| 1992 | Jamie MacDougall, Barbara Bonney, Markus Schäfer, John Tomlinson       | Trevor Pinnock The English Concert and Choir W.A. Mozart Edition, (K.566, 1788)                                                                  | Audio CD: DG Archiv Cat: 435 792-2                             |
| 1992 | David Gordon, Dawn Kotoski, Glenn Siebert, Jan Opalach                 | Gerard Schwarz Seattle Symphony Orchestra and Chorale                                                                                            | Audio CD: Delos Cat: DE 3107                                   |
| 1999 | Paul Agnew, Sophie Daneman, Patricia Petibon, Alan Ewing               | William Christie Les Arts Florissants | Audio CD: Erato                                                |
| 2008 | Nicholas Mulroy, Susan Hamilton, Thomas Hobbs, Matthew Brook           | John Butt Dunedin Consort & Players (Original Cannons Performing Version (1718) recorded: Greyfriars Kirk, Edinburgh, UK: 29 April – 2 May 2008) | Audio CD and 24 bit download: Linn Records, Cat: CKD 319       |
| 2009 | Charles Workman, Danielle de Niese, Paul Agnew, Matthew Rose           | Christopher Hogwood Orchestra of the Age of Enlightenment (Recording of a performance in the Royal Opera House, Covent Garden, March)            | DVD: Opus Arte Cat. No. OA 1025D Blu-ray: Opus Arte OA BD7056D |